# Auguste Manga Ndoumbe
Auguste Manga Ndumbe o Auguste Manga Ndoumbe (1851 – 1908) è stato un politico camerunese, è stato un leader dei Duala nel sud del Camerun tra il 1897 e il 1908 durante la colonizzazione tedesca.
Figlio di Ndumbe Lobe Bell.
Riceve la sua educazione in Gran Bretagna come economista. Nel 1905 costruisce il Palazzo dei re Bell.